# Aliciella lottiae
Aliciella lottiae är en blågullsväxtart som först beskrevs av A. Day, och fick sitt nu gällande namn av J. M. Porter. Aliciella lottiae ingår i släktet Aliciella och familjen blågullsväxter. Inga underarter finns listade i Catalogue of Life.